# Котенко Тетяна Іванівна
Тетяна Іванівна Коте́нко (14 жовтня 1949, Київ — 2 березня 2013, Київ) — український зоолог і еколог, фахівець з герпетології та охорони природи, кандидат біологічних наук (1983).

## Життєпис
Народилася 14 жовтня 1949 року в Києві, батьки — музикант Іван Якович Сітко (син відомого миргородського бандуриста Якова Петровича Сітко) та музичний редактор Держтелерадіо Олена Володимирівна Васильченко.
Під час навчання в Київському університеті була однією з активістів дружини охорони природи біологічного факультету.
У 1972 році закінчила з відзнакою біологічний факультет Київського університету, після чого певний час працювала лаборантом на кафедрі зоології цього закладу. У 1973 році вступила до аспірантури Інституту зоології імені І. І. Шмальгаузена НАН України, де її роботою керували відомі зоологи Михайло Анатолійович Воїнственський і Микола Миколайович Щербак. У 1976—1978 роках працювала асистентом кафедри зоології в Київському державному педагогічному інституті. Від січня 1979 року — молодший науковий співробітник Інституту зоології НАН України.
1983 року захистила кандидатську дисертацію на тему «Плазуни лівобережного степу України». Від 1986 року працювала на посаді наукового співробітника, а від 1993 року — старшого наукового співробітника Інституту зоології НАН України.
Брала участь у великій кількості наукових експедицій в Україні, Росії, Румунії, країнах Центральної Азії та Близького Сходу.
Під час експедиції в Йорданію весною 2011 року потрапила в автомобільну аварію, отримавши численні травми, з наслідками яких не вдалося остаточно впоратись. Померла 2 березня 2013 року в Києві.
Чоловік — ентомолог Анатолій Григорович Котенко, є дочка Катерина.

## Наукова діяльність
Займалася вивченням рептилій, переважно в степах Східної Європи, Центральної Азії та Близького Сходу. У своїх дослідженнях величезну увагу приділяла охороні природи, причому не лише у відношенні видів своєї групи, але й на рівні загальних питань, зокрема щодо оптимізації ПЗФ України. Була членом редакторської колегії Червоної книги України і журналу «Вестник зоологии», експертом МСОП.
Входила до складу Наукової ради з проблем заповідної справи і діяльності заповідників.

## Доробок
Автор понад 200 опублікованих праць, зокрема 9 наукових монографій, 6 науково-популярних книг і низки статей у провідних міжнародних наукових журналах, таких як Zoologica Scripta, Biological Conservation, Journal of Biogeography та ін. Станом на 2021 рік у наукометричній базі даних Scopus має індекс Гірша 6 і 285 цитувань.